# Оклахома
Оклахо́ма (англ. Oklahoma, американское произношение: [ˌoʊkləˈhoʊmə] (слушать)о файле; чероки ᎣᎦᎳᎰᎹ) — штат на юге центральной части США. На юге граничит с Техасом, на севере — с Канзасом и Колорадо, на востоке — с Арканзасом и Миссури, на западе — с Нью-Мексико. Население — 3 963 516 человек (2020; 28-е место в США). Столица и крупнейший город — Оклахома-Сити. Название «Оклахома» происходит от слов okla humma из индейского языка чокто, что означает «красные люди».
Официальный девиз штата — «Труд всё побеждает». Официальное прозвище — «Штат проворных».

## Этимология
Название Оклахома происходит от словосочетания Okla Humma, в переводе с чоктавского языка означающее буквально «красные люди» или индейцы. Это название было предложено главой племени чокто Алленом Райтом в 1866 году во время переговоров по договору с федеральным правительством о статусе индейской территории. Как эквивалент слова «индеец» словосочетание Okla Humma используется в чоктавском языке для описания индейцев в целом. 
Индейцы чокто не были коренными жителями этих земель. Они были принудительно переселены сюда в числе пяти цивилизованных племён. Индейская территория де-факто стала называться Территория Оклахома, официально название «Оклахома» утверждено в 1890 году.

## География
Оклахома является 20-м по величине штатом США площадью 181 035 км² (69 898 квадратных миль). На востоке штат граничит с Арканзасом и Миссури, на юге — с Техасом, на западе — с Нью-Мексико, на севере — с Колорадо и Канзасом.
Природные особенности, в частности, резкие перепады температур при прохождении атмосферных фронтов, создают благоприятные условия для возникновения сильных ветров и ураганов. Нередки в этом штате разрушительные торнадо. Торнадо 20 мая 2013 года нанёс большой урон штату.

### Топография
Оклахома расположена на юге Великих равнин. Рельеф Оклахомы постепенно понижается от высоких плато на северо-западе до болотистых низменностей на юго-востоке. В соответствии с этой тенденцией высшая точка штата — вершина Блэк-Меса (1516 м) расположена на крайнем северо-западе штата — в так называемой «ручке ковша». Низшая точка расположена на юго-востоке, на границе штата у реки Литл-Ривер, близ городка Айдабел (88 м над уровнем моря).
Рельеф штата в основном равнинный, варьируется от почти плоской равнины на западе до холмистой на востоке и в центре, с общим уклоном с запада на восток. Равнины расчленены гористыми местностями Уичито на юго-западе и Арбакл на юге центральной части Оклахомы. Горы Уошито доминируют на юго-востоке штата, с вершинами до 1500 м над уровнем моря. Северо-восточные округа штата частично расположены на плато Озарк. Обширные равнины и холмы плато рассекают глубокие каменистые речные долины.
Оклахома полностью расположена в пределах бассейна реки Миссисипи. Бассейн реки Арканзас охватывает почти две трети территории штата, бассейн Ред-Ривер — треть территории. Река Ред-Ривер служит южной границей штата.
По территории Оклахомы протекает более 500 рек и речушек. На территории штата устроено более 200 искусственных водоёмов (наибольшее количество среди штатов США).

### Климат
Климат Оклахомы умеренный континентальный. Значительное влияние на климат оказывают влажные потоки воздуха с Мексиканского залива. Большая часть территории штата находится в пределах Аллеи торнадо, которая характеризуется частыми взаимодействиями холодных и тёплых воздушных масс. В среднем по территории Оклахомы проносится 54 торнадо в год. Погодные условия в штате могут резко меняться на коротких расстояниях и за короткое время. Например, 11 ноября 1911 года температура в Оклахома-Сити достигла 28 °C (82 °F) во второй половине дня (рекордно высокая для этой даты), однако прохождение холодного фронта вызвало падение температуры до −8 °C (17 °F) в полночь (рекордно низкая для этой даты). Таким образом, как рекордно высокая так и рекордно низкая на 11 ноября температура наблюдалась в один и тот же день.
Количество осадков и температура понижаются с востока на запад: на юго-востоке штата среднегодовая температура 17 °C (62 °F) и годовое количество осадков 1420 мм, в то время как на северо-западе — 14 °C (57 °F) и 430 мм соответственно. На всей территории периодически отмечаются экстремально низкие (-18 °C) и экстремально высокие температуры (38 °C). Высота снежного покрова — от 1 см на границе со штатом Колорадо до 10 см на юге Оклахомы. Самая высокая зарегистрированная температура 49 °C отмечена в городке Типтон 27 июня 1994 года, самая низкая −35 °C была записана в местечке Новата 10 февраля 2011.
| Среднемесячные температуры для крупнейших городов штата |       |       |       |       |       |       |       |       |       |       |       |       |
| Город                                                   | Янв   | Фев   | Мар   | Апр   | Май   | Июн   | Июл   | Авг   | Сен   | Окт   | Ноя   | Дек   |
| Оклахома-Сити                                           | 47/26 | 54/31 | 62/39 | 71/48 | 79/58 | 87/66 | 93/71 | 92/70 | 84/62 | 73/51 | 60/38 | 50/29 |
| Талса                                                   | 46/26 | 53/31 | 62/40 | 72/50 | 80/59 | 88/68 | 94/73 | 93/71 | 84/63 | 74/51 | 60/39 | 50/30 |
| Лотон                                                   | 50/26 | 56/31 | 65/40 | 73/49 | 82/59 | 90/68 | 96/73 | 95/71 | 86/63 | 76/51 | 62/39 | 52/30 |
| Средний максимум/минимум температуры в °F               |       |       |       |       |       |       |       |       |       |       |       |       |

## История
До прихода европейцев на территории Оклахомы обитали индейские племена — уичита, куапо, кэддо и осейджи. В XVI веке здесь появились испанцы, которые нанесли эти земли на карту. В течение XVII—XVIII веков территорию оспаривали друг у друга Испания и Франция, пока Наполеон I не продал её Соединённым Штатам в составе Французской Луизианы в 1803 году.
В 1830-х в Оклахому, в статусе Индейской территории, переселяли индейцев с Востока страны по Закону о переселении индейцев. Это переселение народов привело к гибели многих из них.
Во время Гражданской войны в США (1861—1865) многие племена индейцев, которые сами имели чёрных рабов, поддержали Конфедеративные Штаты Америки. В 1861 чероки, чокто, семинолы и другие племена заключили союзнические соглашения с конфедератами. Раскол произошёл и внутри самих племён, что привело к внутрииндейской гражданской войне. После войны федеральное правительство вынудило индейцев заключить новые земельные соглашения (1866). Большая часть индейской территории перешла к правительству США.
В Оклахоме семь раз проводились так называемые Земельные Гонки за право обладания участком земли на пустующих и бывших индейских территориях (1889—1895).
Оклахома официально вошла в Союз 16 ноября 1907 года в качестве 46-го штата. Из-за присоединения Оклахомы штат Мэн получил ещё одно место в палате представителей (парадокс новых штатов).
В период с конца XIX века и до 1930-х годов Оклахома была штатом, где процветали общины и предприятия афроамериканцев, и где чернокожие американцы сталкивались с наименьшими ограничениями. В начале 1920-х годов произошли расовые беспорядки в Талсе и другие погромы чёрного населения, инспирированные Ку-клукс-кланом, однако к концу 1920-х годов влияние этой организации сошло на нет. Великая Депрессия, а также негативные последствия неумелого фермерства (что привело к пылевым бурям и негодности части сельскохозяйственных земель) привели к упадку афроамериканской общины и миграции её членов в другие штаты.
В июле 2020 года Верховный суд США решением 5 из 9 судей признал восточную часть штата Оклахома, где проживает около двух миллионов человек, резервацией индейских племён. Тем самым на территории резервации будет действовать своя судебная система: наказание за незначительные правонарушения будут выносить племенные суды, в то время как серьёзные преступления по-прежнему будут рассматриваться федеральными судами.

## Население
По оценкам Бюро переписи населения США, численность населения Оклахомы на 1 июля 2012 года составляла 3 814 820 человек, увеличившись на 1,7 % по сравнению с переписью 2010. По данным переписи 2010 года, 68,7 % населения составляли неиспаноязычные белые (в 1970 году составляли 88 %), 7,3 % — афроамериканцы, 8,2 % — индейцы и эскимосы Аляски, 1,7 % — азиаты, 0,1 % — полинезийцы Гавайских островов и других островов Тихого океана, 5,1 % — лица, указавшие принадлежность к двум и более расам. 8,9 % населения Оклахомы были латиноамериканского или испанского происхождения.
В 2011 году 47,3 % младенцев младше 1 года в Оклахоме были детьми расовых и этнических меньшинств. Штат занимает второе место по числу американских индейцев, в 2002 году их численность оценивалась в 395 219 человек. В 2006 году 4,7 % от населения Оклахомы составляли уроженцы иностранных государств.
В 2006 году Оклахома занимала 37-е место среди 50 штатов США по годовому доходу на душу населения (32 210 $).
В 2011 году 7,0 % жителей Оклахомы были в возрасте до 5 лет, 24,7 % — младше 18 лет, 13,7 % — 65 лет и старше. Женщины составляли 50,5 % населения.

## Города
В Оклахоме в 2010 году насчитывалось 598 городских
поселений, включая 4 города с населением свыше 100 000 человек и 43 с населением свыше 10 000 человек.

## Экономика
Ключевыми секторами экономики штата являются авиастроение (штат является важным производителем самолётов), энергетика, транспортного оборудования, пищевая промышленность, электроника и телекоммуникации.
Оклахома является важным производителем природного газа (второе место в США по добыче природного газа). Хотя добыча нефти и нефтепереработка исторически доминирует в экономике штата, коллапс в энергетике в течение 1980-х годов привёл к потере почти 90 тыс. связанных с отраслью рабочих мест в период между 1980 и 2000 годами и нанёс серьёзный ущерб местной экономике.
По состоянию на август 2011 года уровень безработицы составляет 5,6 %.
Штат занимает 27-е место по продуктивности сельского хозяйства; 5-е место — в производстве пшеницы.
Четыре компании из списка Fortune 500 и шесть из списка Fortune 1000 имеют штаб-квартиру в Оклахоме.
ВВП Оклахомы вырос с 131,9 млрд в 2006 году до 147,5 млрд долл. в 2010 году (+10,6 процента).

## Спорт
В столице штата базируется баскетбольная команда «Оклахома-Сити Тандер», выступающая в Национальной баскетбольной ассоциации.
Команда стала чемпионом НБА в 2025 году

## Оклахома в искусстве
Штату посвящены многие произведения, среди которых — мюзикл «Оклахома!» 1943 года и песня из него, и фильм «Оклахома, как она есть».